# V-12直升机
米-12直升机（又名V-12直升机，北约代号“信鸽”）是世界上最大的直升机，由苏联米尔莫斯科直升机工厂（原米里实验设计局）主持设计。 于1960年代后期研发，是一种实验重型直升机。采用并列双旋翼布局，原定乘组为六人。
继米-6之后，苏联需要针对60年代其并不发达的公路和航空交通系统，开发一种货运用途载重直升机。米-12原本是要來搬運太空火箭和開發缺乏公路与机场的西伯利亞地區的重型機械。米-12限于当时的技术水平，概念上相当于将2架米-6合并，以一倍于米-6（双D-25引擎，单台轴功率6000马力）的4具D-25引擎驱动，获得一倍于米-6的承载力（米-12正常运营时承载约25吨，短距离起重模式下40吨），以满足当时的需求，并达成直升机载重世界记录至今。技术上沿用米-6部件如主变速器，5叶主桨（因左侧主桨为逆向旋转，所以左侧主变速器与主桨为将原设计镜像修改后，逆向旋转的特制品），结果是自重也几近翻倍，且4具引擎操作維護成本很高。而後繼者米-26直升机，基于米-6，通过改用D-136引擎（单台轴功率10100马力），新开发主变速器，改用8叶主桨，在自重少许增加下，承载力却逼近米-12（米-26正常运营时承载约20吨，在切尔诺贝利事故处理中曾吊放安装35吨重的石棺顶盖和20吨重的空气压缩机），相對經濟的多，所以米-12仅制造了2架实验机，最終沒有進入量產。

## 設計

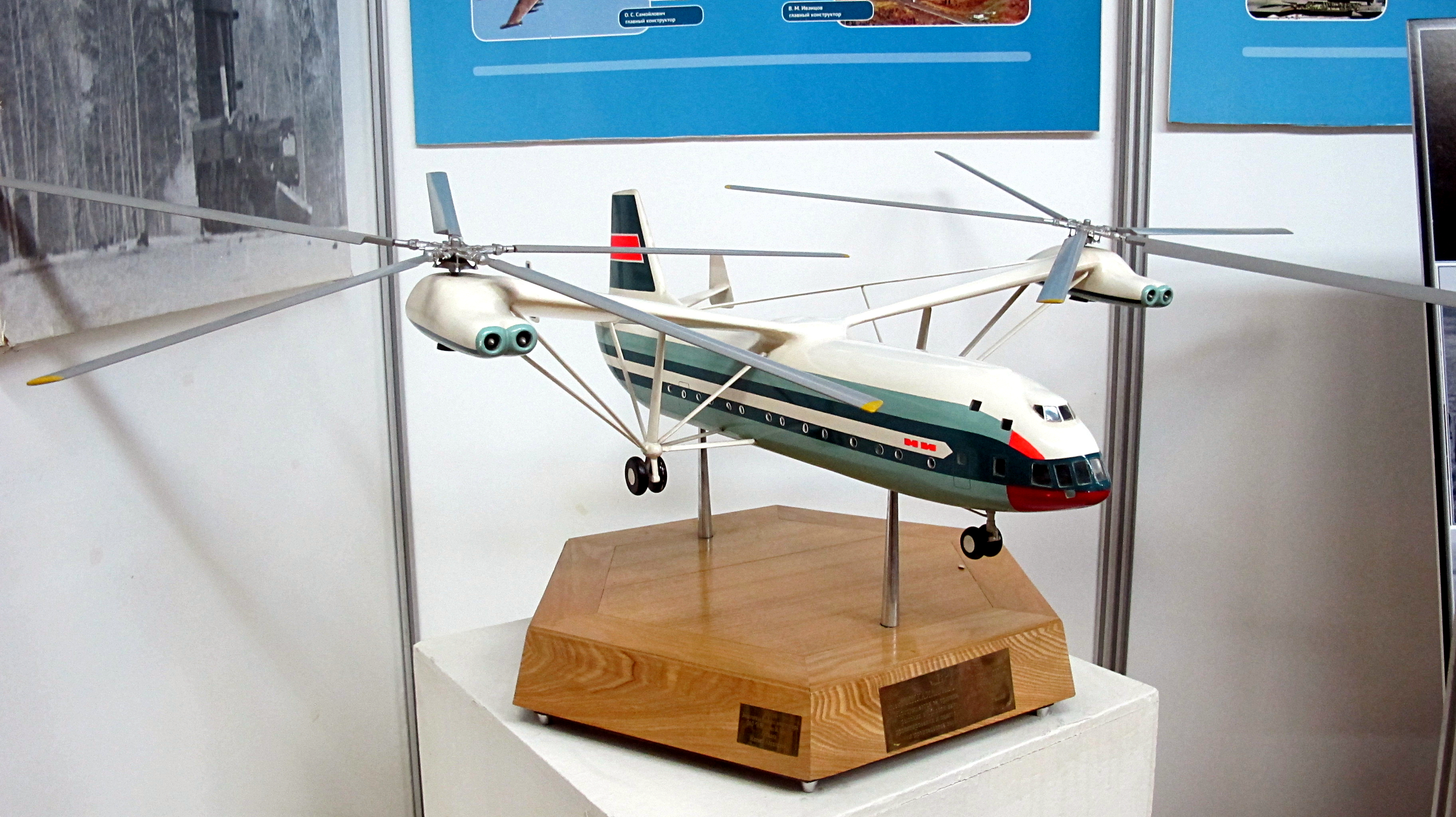
米-12的整體設計就是以一對並列的旋翼去推動一個運輸機的機身

米-12的整體設計就是以一對並列的旋翼去推動一個運輸機的機身，其機身是常規運輸機設計，採用全金屬硬殼式結構，其前方駕駛艙被分成上下兩層，下層為正(左邊)副(右邊)駕駛員座位，在其後方為機械工程師和電器工程師座位，在其上為領航員和雷達操作員座位，在駕駛艙後方為乘客艙，在其左右兩邊皆有可折起的座椅(共50個)，在其上方有一個可以沿著機身前後移動的起重機，此起重機有4個吊鈎，當要把乘客艙運貨時可幫忙吊起總共10噸的貨物，機尾門可以打開並有有斜板以方便貨物進出，其機身後方有一般飛機的垂直尾翼和水平尾翼，在水平尾翼端有穩定鰭。
米-12在研發初期曾想採用如同美國CH-47 契努克一樣的雙旋翼縱列式結構，後來因為發現這樣的話後旋翼在前旋翼的渦流干擾之下效率變差也降低了旋翼的臨界疲勞壽命，改為並列的話不單結構左右對稱，兩個旋翼都在相同的渦流之下而有著良好的穩定性、可靠性和使用壽命。
米-12有一對向上斜的機翼，可在向前飛時產生一部份昇力，這可說是蘇聯大型直昇機的特點，其機翼後方有襟翼，但這對機翼採用近機身窄而近發動機闊的設計，這樣能把下洗氣流拍打機翼引起的旋翼效率損失減至最少。
其動力為4俱各6500匹馬力的D-25VF渦輪軸發動機，每兩個為一組分別被安裝到左右機翼翼端，推動一對反向轉動的大型5葉金屬製旋翼，兩個旋翼都有同步軸去保證轉動一致，當其中一邊發動機不能動都會保證另一邊發動機仍可以一致地轉動左右旋翼，發動機艙下方可以整個向下降以方便維修。
其起落架為固定式前三點起落架，其前起落架可以左右轉動，其後起落架有支柱和機翼及發動機艙相連。

## 世界紀錄
米-12直升機曾打破7項世界紀錄，例如:
- 1969年2月22日，米-12在載重31.03噸之下以3公尺/秒的爬昇率到2951公尺的高度，打破了最大載重之下爬昇到2000米的高度紀錄，同時也打破了20噸、25噸和30噸載重之下的爬昇高度紀錄
- 1969年8月6日，米-12在載重40.2045噸之下爬昇到2255公尺高度，創造了載重35噸至40噸的爬昇高度紀錄

## 現存機

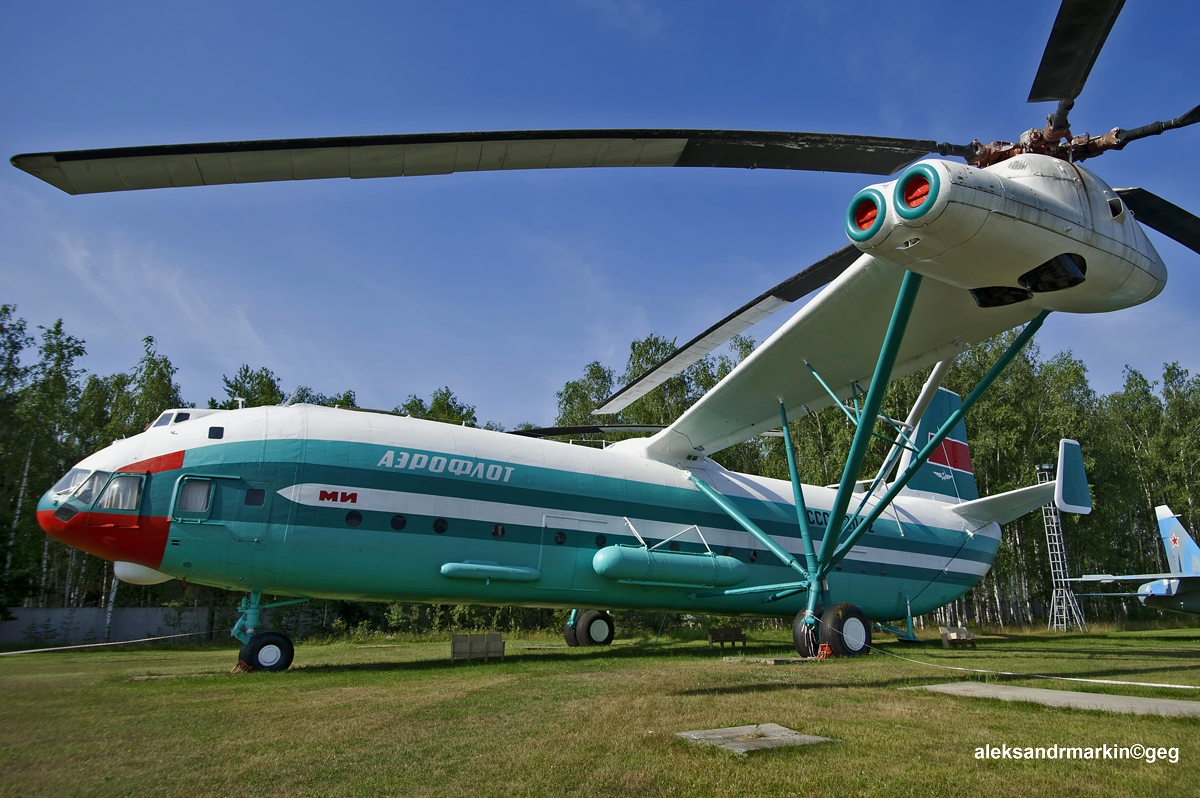
在莫斯科莫尼諾航空博物館的米-12直昇機

現在這兩架米-12直昇機，一架在莫斯科莫尼諾航空博物館，另一架在米爾自己的工廠內。

## 基本資料
- 機員: 6人 (正副駕駛員、機械工程師、電器工程師、領航員和雷達操作員)
- 載客量: 196人
- 全長: 37米
- 翼展(至旋翼端): 67米
- 機高: 12.5米
- 空重: 69,100公斤
- 載重: 97,000公斤
- 最大起飛重量: 105,000公斤
- 昇限: 3,500米
- 最快時速: 260公里/小時
- 巡航時速: 240公里/小時
- 航程(機內燃油): 500公里
- 航程(加掛副油箱): 1,000公里
- 動力: 4部D-25VF渦輪軸發動機(各6,500匹馬力)